# John Maeda

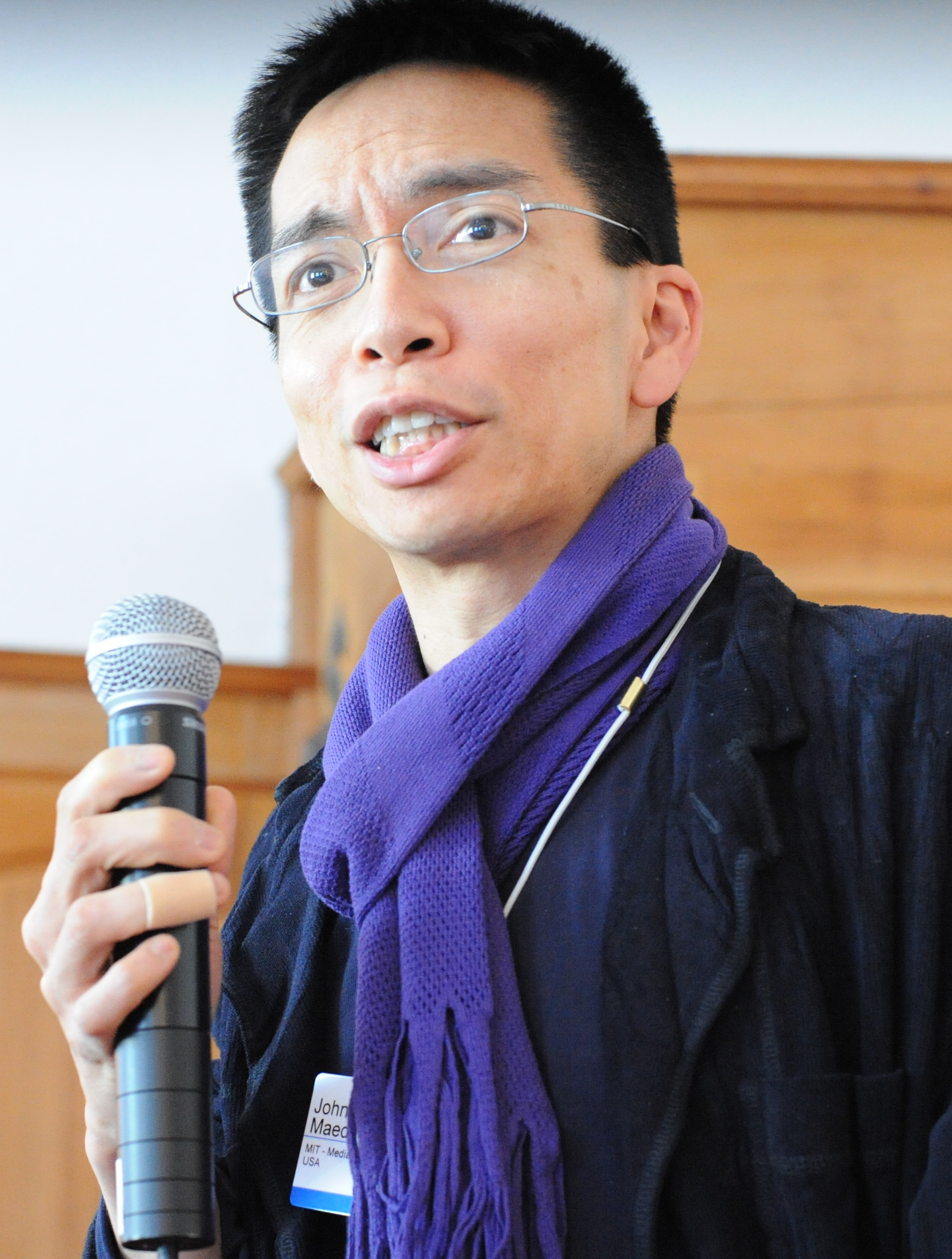
John Maeda

John Maeda (* 1966 in Seattle) ist Designer, Autor und Chief Experience Officer beim Beratungsunternehmen Publicis Sapient.
John Maeda ist ein Grafik- und Interaction-Designer sowie Informatiker, der immer wieder die Verknüpfung zwischen Gestaltung und Technologie sucht. Er entwickelt diverse Software-Tools, Websites, schreibt Bücher und hält am MIT Media Lab und vielen anderen Einrichtungen Vorlesungen über die Verknüpfung dieser beiden bedeutsamen Bereiche.

## Leben
John Maeda wurde 1966 in Seattle, Washington, geboren, wo sein Vater eine Tofufabrik besaß.
Maeda war ursprünglich ein Informatikstudent am Massachusetts Institute of Technology, wo er von der Arbeit von Paul Rand und Muriel Cooper fasziniert war. Cooper war Direktor des Visible Language Workshop am MIT. Seit 1996 lehrte er am MIT Media Lab und war 2001 dort auch Associate Director. Dort leitete er zusammen mit Henry Holtzman den Physical Language Workshop. Von 2004 bis 2006 nahm er sich eine Auszeit, um einen Master of Business Administration zu erlangen. Nach seinem Bachelor- und Master-Abschluss am MIT studierte Maeda in Japan am Institut für Kunst und Design der Tsukuba-Universität, um seinen Doktortitel in Design zu erwerben.

## Karriere
Als Künstler definierte Maeda in seinen frühen Werken die Verwendung elektronischer Medien als Ausdrucksmittel neu, indem er Computerprogrammierung mit traditionellen künstlerischen Techniken kombinierte und damit den Grundstein für die interaktiven bewegten Grafiken legte, die heute im Web als selbstverständlich gelten. Seine Arbeiten befinden sich in den Sammlungen des Museum of Modern Art, des San Francisco Museum of Modern Art und der Cartier Foundation in Paris.
2019 wechselte Maeda von Automattic, dem Unternehmen hinter Web-Anwendungen wie WordPress, zu Publicis Sapient. Dort war er zuletzt als Global Head of Computational Design + Inclusion tätig. Zuvor arbeitete er in der Position eines Design Partners bei Kleiner Perkins, wo er Startups zu den geschäftlichen Auswirkungen von Design beriet und weiterhin als strategischer Berater tätig ist, sowie als Design Advisory Board Chair für eBay, Inc. Weitere Stationen seiner Karriere führten ihn als Professor zum MIT Media Laboratory sowie an die Rhode Island School of Design – hier bekleidete er das Amt des 16. Präsidenten der Einrichtung. Zudem gehört Maeda den Aufsichtsräten des Unternehmens Sonos, des Smithsonian Design Museums sowie der Agentur Wieden + Kennedy an und ist Autor mehrerer Bücher – darunter der Bestseller „Laws of Simplicity“.
Er war 12 Jahre lang Professor am MIT Media Lab, wo er eine Gemeinschaft von Designern und Ingenieuren förderte, die so genannte "Aesthetics + Computation Group", und gründete dann den Physical Language Workshop mit Henry Holtzman. Er trat 2008 vom MIT zurück, um Präsident der Rhode Island School of Design (RISD) zu werden, als die globale Finanzkrise von 2007–2009 einsetzte.
Für seine Arbeit zur Förderung der STEAM-Ausbildung wurde Maeda mit dem Tribeca Film Festival Disruptor Award und der Nancy Hanks Lecture on Arts & Public Policy im John F. Kennedy Center ausgezeichnet. Maeda trat Ende 2013 von seinem Amt als Präsident zurück und schloss sich eBay Inc. als Vorsitzender ihres Design Advisory Board und KPCB an, um das Design im Silicon Valley voranzubringen.
In den Jahren 2014 und 2015 war er Gastkurator und Gastgeber von PopTech: REBELLION und PopTech: HYBRID.
2015 veröffentlichte er seinen ersten Design In Tech Report, um die Finanzwelt mit der Welt des Designs und der Technologie zu verbinden. Ein zweiter Design in Tech Report wurde 2016 und später im Jahr 2017 ein dritter Design In Tech Report veröffentlicht.
Als globaler Chief Experience Officer bei Publicis Sapient unterstützt er heute Unternehmensentscheider dabei, ihr Geschäft sowie ihre gesamte Branche mithilfe von Kreativität und Innovation neu zu erfinden. Maeda ist außerdem Teil des Creative Executive-Kollektivs der Publicis Group. In dieser Führungsebene ist die gesamte Kreativkompetenz der Holding gebündelt und so strukturiert, dass den Kunden die gesamte Bandbreite kreativer Disziplinen zur Verfügung steht.

## Auszeichnungen (Auswahl)
- 2000 DaimlerChrysler Design Prize
- 2001 National Design Award der Smithsonian Institution
- 2001 Muriel Cooper Prize
- 2001 Kölner Klopfer der Köln International School of Design
- 2001 Mainichi Designpreis[16]
- 2003 Ehrendoktortitel vom Maryland Institute College of Art
- 2005 Lucky Strike Designer Award
- 2010 AIGA Medal

## Werke
- John Maeda: Creative Code. Ästhetik und Programmierung am MIT Media Lab Birkhäuser, 2004, ISBN 3764371080
- John Maeda: Maeda (a) Media Bangert Verlag, 2000, ISBN 3925560998
- John Maeda: Simplicity! Spektrum Akademischer Verlag, 2007, ISBN 3827418690